# Реппубліка — Театро-делль-Опера (станція метро)
41°54′09″ пн. ш. 12°29′44″ сх. д. / 41.90250° пн. ш. 12.49556° сх. д.
Реппубліка — Театро-делль-Опера (італ. Repubblica – Teatro dell'Opera) - станція лінії А Римського метрополітену. Відкрита 16 лютого 1980 році у першій черзі лінії А (від Ананьїна до Оттавіано).
Найменовано на честь площі Республіки, під якою знаходиться.
Є станцією з двома окремими тунелями, в кожному з яких знаходиться окрема платформа.

## Пам'ятки
Поблизу станції розташовані:
- Площа Республіки
  - Фонтан наяд
  - Терми Діоклетіана
  - Санта-Марія-дельї-Анджелі-е-дей-Мартірі
  - Національний римський музей
  - Храм Мінерви Медики[en]
- Римський оперний театр
  - Національний театр
- Віа-Націонале[en]
  - Віа Чотири фонтани
  - Вімінал
  - Міністерство внутрішніх справ
  - Палаццо-дель-Вімінале[en]
- Ларго-Санта-Сусанна
  - Фонтан Аква-Феліче[en]
  - Санта-Сусанна
  - Санта-Марія-делла-Вітторіа
    - Екстаз святої Терези (боцетто)

  - Сан-Бернардо-алле-Терме
- Віа ХХ сеттембре
  - Міністерство фінансів
  - Порта-Піа

## Пересадки
- Автобуси: H, 40, 61, 62, 64, 66, 70, 82, 85, 170, 492, 590, 910.
- Тролейбуси: 60.